# Arte psicodélico

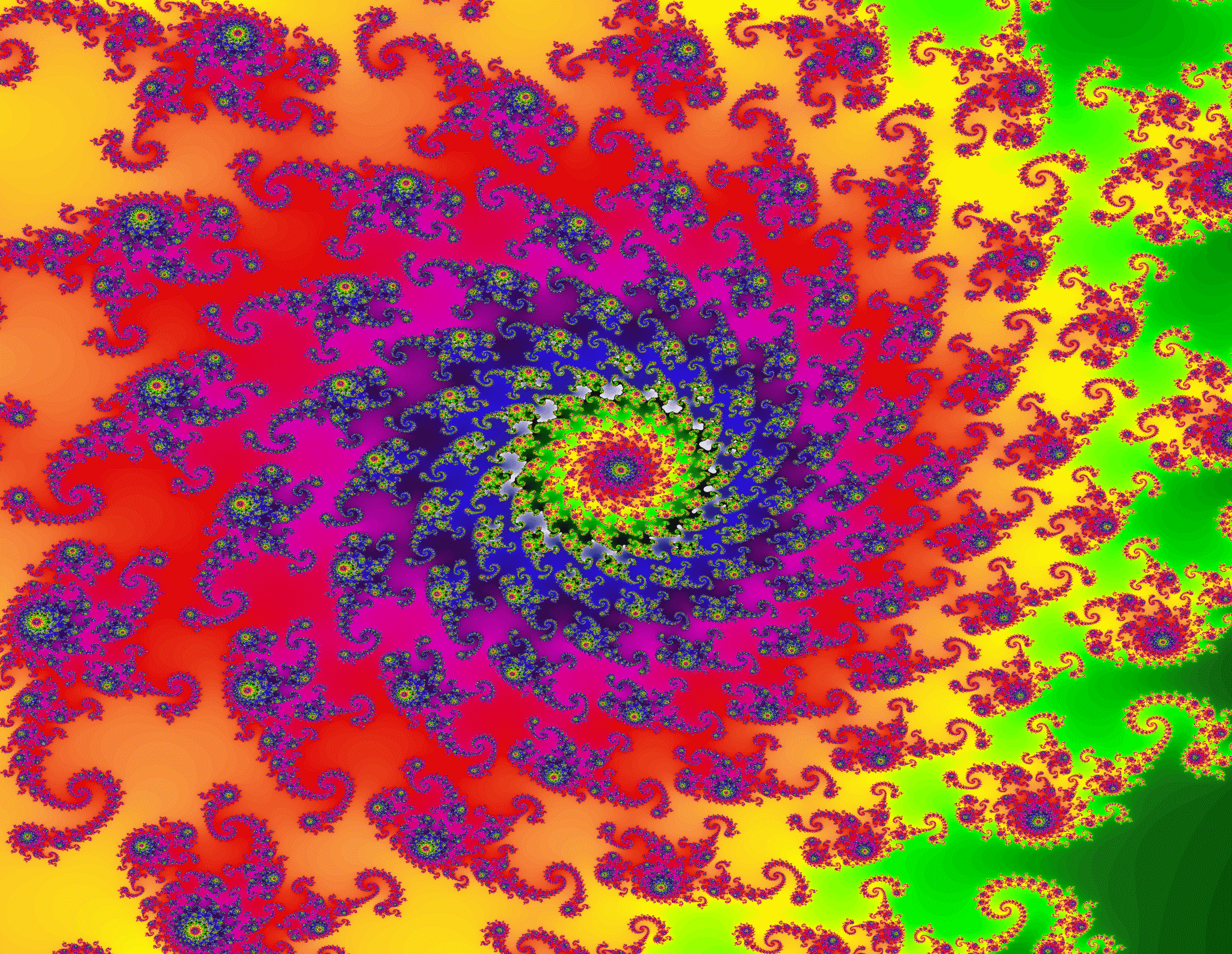
Clásica espiral psicodélica.

Arte psicodélico o arte lisérgico es el arte inspirado por la experiencia inducida por drogas alucinógenas como el LSD, el peyote u otras. El término "lisérgico" hace referencia a la denominación química del LSD. El término "psicodélico" fue acuñado por el psicólogo británico Humphry Osmond y significa "manifestando el alma".
El arte psicodélico se ha dado en la literatura, la música y las artes visuales.
Todos los esfuerzos artísticos por proyectar el mundo interior de la psiquis pueden ser considerados "psicodélicos"; pero en el uso habitual, así como en la bibliografía especializada, las expresiones "arte psicodélico" o "lisérgico" se refieren concretamente al movimiento artístico de la contracultura de los años sesenta del siglo XX. Posteriormente hubo una revitalización del uso de drogas con fines artísticos por el movimiento rave, ayudado por las nuevas tecnologías de la computación, en la última década del siglo.
Las artes visuales psicodélicas se dieron paralelamente y, en cierta medida, subordinadas a la música psicodélica, especialmente la música pop, que fue la más difundida socialmente. Pósters de conciertos, portadas de discos, shows de luces, murales, cómics, fanzines (periódicos underground) y medios semejantes se usaron para reflejar los patrones caleidoscópicos de las alucinaciones lisérgicas, que recibían todo tipo de interpretaciones en clave de sentimientos sociales, políticos y espirituales revolucionarios inspirados por estos estados alterados de conciencia.
También en el cine se manifestó la experiencia psicodélica en obras como Peyote Queen (1965) de Storm de Hirsch y Easy Rider (1969) de Dennis Hopper hasta más recientes como Blueberry (2004) de Jan Kounen, Enter the Void (2009) de Gaspar Noé y A Field in England (2013) de Ben Wheatley.

## Características usuales del arte psicodélico
- Patrones caleidoscópicos, fractales o inspirados en los diseños persas conocidos en inglés como paisley pattern.
- Colores brillantes y / o altamente contrastantes.
- Extrema profundidad de detalle o estilización del detalle.
- Mutación de objetos y/o patrones y algunas veces collage.
- Inclusión de motivos fosfénicos y otros fenómenos entópticos.

## Historia
Se puede considerar arte psicodélico el que intenta reflejar estados alterados de conciencia, usualmente producidos por el uso de sustancias psicodélicas, o el que está influido estéticamente por estos. Así pues, habría que tomar en cuenta el uso de sustancias psicodélicas, como hongos alucinógenos, peyote o ayahuasca, por parte de múltiples culturas alrededor del mundo.
Más claramente, se dieron casos en los movimientos modernistas del arte en los que algunos artistas usaban drogas psicodélicas como fuente de inspiración. Un claro antecesor del arte psicodélico fue el movimiento surrealista en su intento de reflejar y crear imágenes y experiencias fantásticas y alucinatorias. Así, también los surrealistas cultivaron una especial atención a los sueños inspirados en el psicoanálisis freudiano.
Específicamente, está el caso del pionero del automatismo, el francés André Masson, el cual a veces trabajaba sometido al influjo de drogas alucinógenas. Por otro lado, Antonin Artaud (Viaje al país de los Tarahumara, 1937) y Henri Michaux (Miserable milagro, 1956) escribieron tratados sobre sus experiencias con substancias como el peyote y la mescalina. En la ensayística y en la literatura destaca inmensamente la figura de Aldous Huxley, el cual, en escritos como Las puertas de la percepción y Cielo e infierno dejó un legado profundo sobre la experiencia psicodélica.
Experimentación psicodélica artística explícita con el LSD fue conducida en un marco clínico por el psiquiatra de Los Ángeles Oscar Janiger. En 1959, propuso a un grupo de 50 artistas gráficos que hicieran primero una pintura sin la influencia de substancias psicodélicas y después otra bajo los efectos del LSD. Las pinturas fueron comparadas por Janiger y también por los artistas. Éstos, casi unánimemente, reportaron que el LSD había contribuido a su creatividad.